# Bevin-Sforza-plan

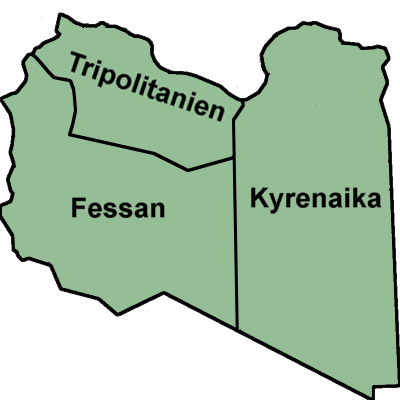
Tripolitanië, Cyrenaica en Fezzan tussen 1943 en 1951

Het Bevin-Sforza-plan was een gezamenlijk plan uit 1949 van de ministers van buitenlandse zaken van het Verenigd Koninkrijk en Italië, respectievelijk Ernest Bevin en Carlo Sforza, om het bestuur van de voormalige Italiaanse kolonie Libië te verdelen onder Frankrijk, het Verenigd Koninkrijk en Italië. Ook voor de andere voormalige Italiaanse koloniën in Afrika, Somalië en Eritrea, waren voorzieningen getroffen. Het plan werd uiteindelijk door de Verenigde Naties verworpen.

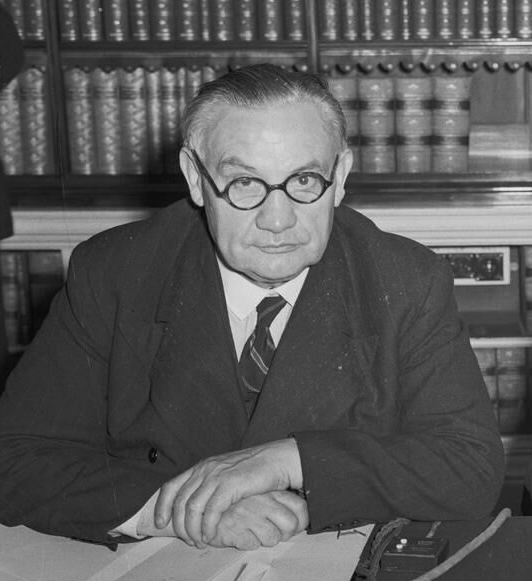
Ernest Bevin, Brits minister van Buitenlandse Zaken (1945–1951)
Carlo Sforza, Italiaans minister van Buitenlandse Zaken (1947–1951)
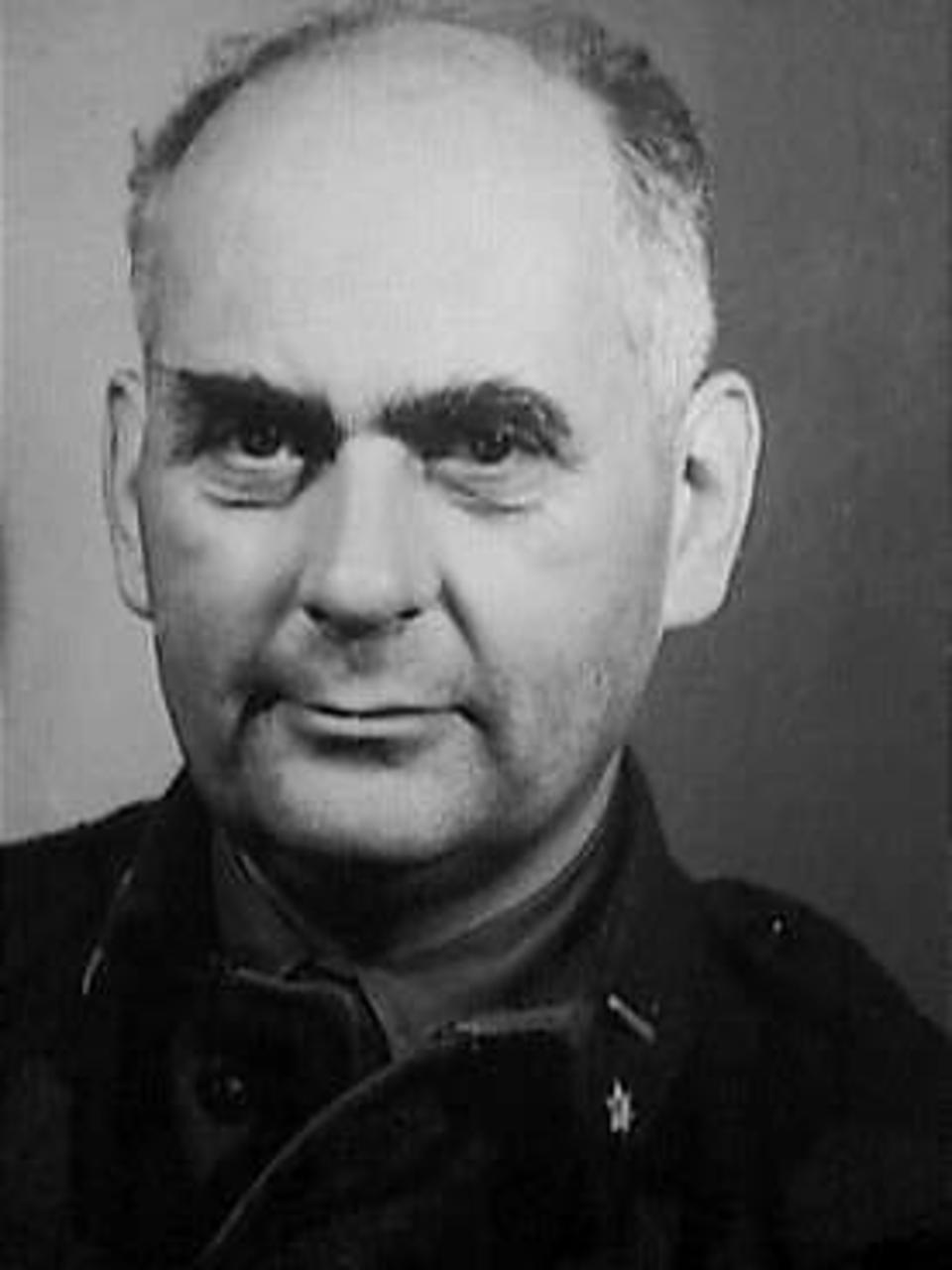
Adriaan Pelt, hoge commissaris voor Libië (1947–1949)

## Het plan
Volgens de in 1947 tussen de geallieerden en Italië gesloten Vrede van Parijs had Italië zijn Afrikaanse bezittingen moeten afstaan en was Libië onder curatele van de net opgerichte Verenigde Naties gekomen. Op dat moment stond de facto de zuidwestelijke regio Fezzan onder Frans en de noordwestelijke regio Tripolitanië onder Brits militair bestuur. In de oostelijke regio Cyrenaica hadden de Britten in 1949 een pro-Britse staat onder Emir Idris gecreëerd. De vier geallieerde overwinnaars konden het in eerste instantie niet eens worden over de toekomst van Libië. Groot-Brittannië en Frankrijk wilden hun posities in Cyrenaica en Fezzan handhaven, maar wilden, evenals de VS, Italië als bondgenoot winnen voor de nieuw gevormde NAVO. Vandaar dat op 9 mei 1949 door Groot-Brittannië en Italië aan de Eerste Commissie van de Algemene Vergadering van de Verenigde Naties en haar subcommissie 15 een plan werd voorgelegd dat een overgangsperiode van tien jaar behelsde onder trustschap van de Verenigde Naties tot onafhankelijkheid in 1959, maar tot die tijd het bestuur van Fezzan aan Frankrijk, van Cyrenaica aan Groot-Brittannië en van Tripolitanië aan de voormalige koloniale macht Italië overliet.

## Reactie
In het dichtbevolkte Tripolitanië leidde de voorgenomen terugkeer van de gehate koloniale macht Italië al meteen tot gewelddadige protesten en rellen, terwijl zowel de emir van Cyrenaica als Frankrijk met het verdelingsplan instemden. Ondanks de protesten van Tripolitanen en het verzet van de Sovjet-Unie werd het plan in de politieke commissie van de Verenigde Naties aangenomen. In de algemene vergadering van de VN echter, werd de noodzakelijke tweederdemeerderheid op één stem na niet gehaald door de tegenstemmen van de Sovjet-Unie, de van haar afhankelijke Oostblok-landen, de Arabische, en de meeste Afrikaanse en Aziatische landen. De stem van de afgevaardigde van Haïti, Emile Saint-Lot, gaf de doorslag; deze stemde ondanks de aanwijzing van zijn regering tegen het plan. Nu het plan was afgewezen, besloot de Algemene Vergadering in november 1949 dat Libië uiterlijk op 1 januari 1952 onafhankelijk moest zijn. Op 24 december 1951 verklaarde de Hoge Commissaris van de VN voor Libië, de Nederlander Adriaan Pelt, inderdaad Libië tot onafhankelijk koninkrijk onder Emir Idris.

## Overige Italiaanse koloniën
In contrast met de besluitvorming over Libië besloot de Algemene Vergadering van de VN in november 1949 het trustschap van de voormalige Italiaanse kolonie Italiaans Somaliland wél voor een overgangsperiode van tien jaar aan de voormalige koloniale macht Italië over te dragen (Trustschap Somalië), ondanks de protesten van buurland Ethiopië. De Trustschapsraad van de Verenigde Naties ging hiermee in januari 1950 akkoord. Eritrea, waarvan in het voorstel van Bevin en Sforza de strategisch belangrijkste gebieden aan Ethiopië afgestaan zouden worden en dat voor het overige onder Italiaans mandaat zou gaan vallen, werd in 1952 alsnog volledig aan Ethiopië toegevoegd.